# Кузнецов, Константин Александрович (метростроитель)
Константин Александрович Кузнецо́в (1907—1974) — советский метростроевец.

## Биография
Родился в 1907 году на шахте 4 БЖ, Калининского рудника (ныне Донецкая область, Украина) в семье потомственных шахтёров. С 13-летнего возраста работал на шахте: коногон, ученик слесаря, маркшейдер, начальник участка.
Учился в МГА, после её расформирования закончил Московский горный институт (сегодня — Горный институт НИТУ «МИСиС») в 1931 г. Работал в проектном бюро Горного института.
В 1933 перешел в Мосметрострой, где за несколько лет прошёл путь от сменного инженера до начальника шахты.
Во время Великой Отечественной войны — инженер-майор, командир мостовосстановительного отряда № 1. Под его руководством восстановлено 39 железнодорожных мостов через Днепр, Днестр, Волгу, Южный Буг, Молдову и другие реки. Член ВКП(б).
В 1946—1959 начальник Ленметростроя, директор-полковник службы пути и строительства. В 1959—1971 начальник Главтоннельметростроя. Член-корреспондент Академии строительства и архитектуры СССР (1957).
Умер в 1974 году. Похоронен на Ваганьковском кладбище (1 уч.).

## Награды и премии
- Сталинская премия второй степени (1950) — за разработку и внедрение механизированного щита для проходки тоннелей
- заслуженный строитель РСФСР
- орден «Знак Почёта» (1942)
- орден Отечественной войны I степени (1943: 12.10.1944)
- орден Красного Знамени (29.8.1945)
- медаль «За оборону Москвы» (1944)
- медаль «За оборону Ленинграда» (1944)
- медаль «За трудовое отличие» (1939)